# تفنگ لبل
تفنگ لُبل مدل ۱۸۸۶ نخستین تفنگ گلوله‌زنی بود که از فشنگهایی با باروت بی‌دود استفاده می‌کرد.
لبل سلاح سازمانی ارتش فرانسه از ۱۸۸۶ تا ۱۹۱۶ بود. تولید این سلاح زیر نظر سرهنگ نیکولا لبل انجام می‌شد و از آنجا با نام غیر رسمی لبل معروف شد.
کالیبر این تفنک ۸ میلیمتر بود و هشت فشنگ در خزانه آن جا می‌گرفت.
در عکس‌های دوران مشروطه، تفنگ لبل در دست برخی از مجاهدان مشروطه دیده می‌شود.